# Godiva Chocolatier
Godiva Chocolatier ist ein Schokoladenhersteller mit Stammsitz in der belgischen Hauptstadt Brüssel. Das Unternehmen war 40 Jahre lang in der Hand des amerikanischen Konzerns Campbell, bis dieser es 2007 an den türkischen Lebensmittelhersteller Yildiz Holding verkaufte.

## Geschichte
Der Chocolatier Joseph Draps gründete Godiva im Jahr 1926 mittels eines Geschäfts in der Nähe des Grand-Place/Grote Markt in der Brüsseler Innenstadt. Name und Firmenlogo beziehen sich auf die angelsächsische Legende von Lady Godiva.
1958 wurde die erste ausländische Filiale in Paris eröffnet. Nach der Gründung weiterer Filialen in Europa expandierte Godiva Chocolatier 1966  in die USA und eröffnete ein Geschäft in der Stadt Philadelphia. Zwei Jahre später entstand eine Fabrik in Reading, Pennsylvania. 1972 eröffnete in Tokio die erste Niederlassung in Asien.
1966 übernahm die Firma Pepperidge Farm eine Mehrheit an Godiva, deren Mutterkonzern Campbell den Schokoladenhersteller 1975 komplett übernahm.
2007 wurde Godiva für 850 Millionen Dollar an die türkische Yıldız Holding verkauft und in deren Ülker-Gruppe eingegliedert. Zu diesem Zeitpunkt erwirtschaftete Godiva einen Umsatz von 500 Millionen Dollar jährlich, in 2015 stieg dieser auf 792 Millionen.
2016 fasste die Yıldız Holding ihre Gebäck-, Snack- und Süßwarentöchter United Biscuits, Godiva Chocolatier, DeMet’s Candy Company und Ülker unter dem Dach der neuen Firma Pladis mit Sitz im britischen Hayes zusammen.
Anfang 2019 verkaufte Godiva ihre Geschäfte im Südkorea, Japan und Australien sowie eine Fabrik in Belgien an das Südkoreanische Unternehmen MBK Partners.
Im Februar 2021 verkündete das Unternehmen einen Rückzug aus dem amerikanischen Markt. Das Schweizer Unternehmen Läderach übernahm daraufhin 34 Filialen von Godiva in den USA.
Die Produktion für den amerikanischen Markt findet in Reading, Pennsylvania, statt, die übrige Produktion in Brüssel.

## Produkte
Godivas Kerngeschäft sind Pralinen, daneben werden auch Tafelschokoladen, Schokoriegel, Trinkkakaos, Gebäck, Kaffee, kandierte Früchte und andere Süßwaren verkauft. 
Die von Godiva betriebenen Filialen bieten meist sowohl fertig abgepackte Zusammenstellungen als auch lose Pralinen an, dazu die anderen Produkte. Seit einiger Zeit werden in einigen Filialen auch Getränke ausgeschenkt. Partnergeschäfte – wie Supermärkte und Kaufhäuser –führen meist ein eingeschränktes Sortiment, oft nur einzelne Tafeln oder Riegel.
2023 erschienen in Japan die Ginza Chocolat Daifuku mit Früchten.

## Kritik
Godivas Tafelschokolade „Milk Chocolate“ war 2018 laut einer Untersuchung der Stiftung Warentest stark mit Nickel belastet und zugleich das teuerste Produkt der untersuchten Schokoladen. Es wurde mit der Note „ausreichend“ unter 25 Milchschokoladen-Tafeln am schlechtesten bewertet.